# Durella melanochlora
Durella melanochlora är en svampart som först beskrevs av Sommerf., och fick sitt nu gällande namn av Rehm 1882. Durella melanochlora ingår i släktet Durella och familjen Helotiaceae.  Arten är reproducerande i Sverige. Inga underarter finns listade i Catalogue of Life.